# Golena di Bergantino
Golena di Bergantino este o arie protejată (arie de protecție specială avifaunistică — SPA) din Italia întinsă pe o suprafață de 224 ha, integral pe uscat.

## Localizare
Centrul sitului Golena di Bergantino este situat la coordonatele 45°03′11″N 11°15′03″E / 45.052947°N 11.250946°E.

## Înființare
Situl Golena di Bergantino a fost declarat arie de protecție specială avifaunistică în februarie 2005 pentru a proteja 56 de specii de animale.

## Biodiversitate
Situată în ecoregiunea continentală, aria protejată conține 5 habitate naturale: Liziere de ierburi înalte hidrofile de câmpie și de nivel montan până la alpin, Lacuri eutrofice naturale cu vegetație de tip Magnopotamion sau Hydrocharition, Galerii de Salix alba și de Populus alba, Cursuri de apă de la nivel de câmpie la nivel montan, cu vegetație Ranunculion fluitantis și Callitricho-Batrachion, Păduri aluvionare cu Alnus glutinosa și Fraxinus excelsior (Alno-Padion, Alnion incanae, Salicion albae).
La baza desemnării sitului se află mai multe specii protejate:
- păsări (52): pițigoi codat (Aegithalos caudatus), pescăruș albastru (Alcedo atthis), lăstunul mare (Apus apus), stârc cenușiu (Ardea cinerea), stârc galben (Ardeola ralloides), cucuvea (Athene noctua), rață-cu-cap-castaniu (Aythya ferina), șorecarul comun (Buteo buteo), sticlete (Carduelis carduelis), Cettia cetti,  prundaș gulerat mic (Charadrius dubius), florinte (Chloris chloris), Cisticola juncidis, porumbel gulerat (Columba palumbus), prepeliță (Coturnix coturnix), cuc (Cuculus canorus), pițigoi albastru (Cyanistes caeruleus), ciocănitoare pestriță mare (Dendrocopos major), egretă mică (Egretta garzetta), presură de stuf (Emberiza schoeniclus), măcăleandru (Erithacus rubecula), cinteză (Fringilla coelebs), capîntortură (Jynx torquilla), privighetoare (Luscinia megarhynchos), gaia neagră (Milvus migrans), codobatura galbenă (Motacilla flava), stârc de noapte (Nycticorax nycticorax), grangur (Oriolus oriolus), pițigoi mare (Parus major), vrabie de câmp (Passer montanus), codroș de munte (Phoenicurus ochruros), pitulice de munte (Phylloscopus collybita), pitulice sfârâitoare (Phylloscopus sibilatrix), ciocănitoarea verde (Picus viridis), corcodel mare (Podiceps cristatus), aușel cu cap galben (Regulus regulus), pițigoi-pungar (Remiz pendulinus), mărăcinar negru (Saxicola torquatus), rață cârâitoare (Spatula querquedula), chiră de baltă (Sterna hirundo), chiră mică (Sternula albifrons), turturică (Streptopelia turtur), huhurez mic (Strix aluco), silvie cu cap negru (Sylvia atricapilla), corcodel mic (Tachybaptus ruficollis), fluierar cu picioare verzi (Tringa nebularia), fluierarul de zăvoi (Tringa ochropus), pănțărușul (Troglodytes troglodytes), mierlă (Turdus merula), sturz-cântător (Turdus philomelos), sturz (Turdus pilaris), pupăză (Upupa epops)
- pești (3): sturion de adriatica (Acipenser naccarii), Alosa fallax, Lethenteron zanandreai
- reptile (1): țestoasa de baltă (Emys orbicularis)

Pe lângă speciile protejate, pe teritoriul sitului au mai fost identificate 6 specii de plante, 4 specii de amfibieni, 9 specii de mamifere, 8 specii de nevertebrate, 4 specii de reptile.